# Могза
Мо́гза (Мо́кза) — река в европейской части России, протекает по территории Большесельского, Борисоглебского и Ростовского районов Ярославской области, впадает в реку Устье.

## Гидрология
Длина реки — 84 км, площадь водосборного бассейна — 795 км².
Относится к средним малым рекам области. Вместе с реками Печегдой, Пахмой, Вонделем и Курбицей образует крупный областной гидрографический узел Ильинско-Раменских высот. В верхнем течении направление реки — с севера на юг, в среднем и нижнем река уклоняется к востоку. В её речную систему входит 80 рек. Среди них можно выделить такие наиболее крупные притоки, как: Яксура, Кеда (правые); Имбушка, Полежайка, Чернавка (Чернинка), Утьма, Рюмина (левые). Ширина реки в среднем около 10 метров, в верхнем русле река течёт по занятой лесом территории и имеет небольшие размеры, ниже по течению постепенно расширяется и течёт по более открытой местности, освоенной человеком.
В селе Веска находится гидрологический пост, ведущий наблюдение за стоком реки.

## Данные водного реестра
По данным государственного водного реестра России относится к Верхневолжскому бассейновому округу, водохозяйственный участок реки — Волга от Рыбинского гидроузла до города Кострома, без реки Кострома от истока до водомерного поста у деревни Исады, речной подбассейн реки — Волга ниже Рыбинского водохранилища до впадения Оки. Речной бассейн реки — (Верхняя) Волга до Куйбышевского водохранилища (без бассейна Оки).
Код объекта в государственном водном реестре — 08010300212110000010835.

### Притоки
(указано расстояние от устья)
- 2 км: река Рюмина (лв)
- 15 км: река Утьма (лв)
- 36 км: река Кеда (Рыбалка) (пр)
- 52 км: река Имбушка (лв)
- 57 км: река Локсимер (пр)
- 59 км: река Яксура (пр)